# 哈瑟爾坎普湖

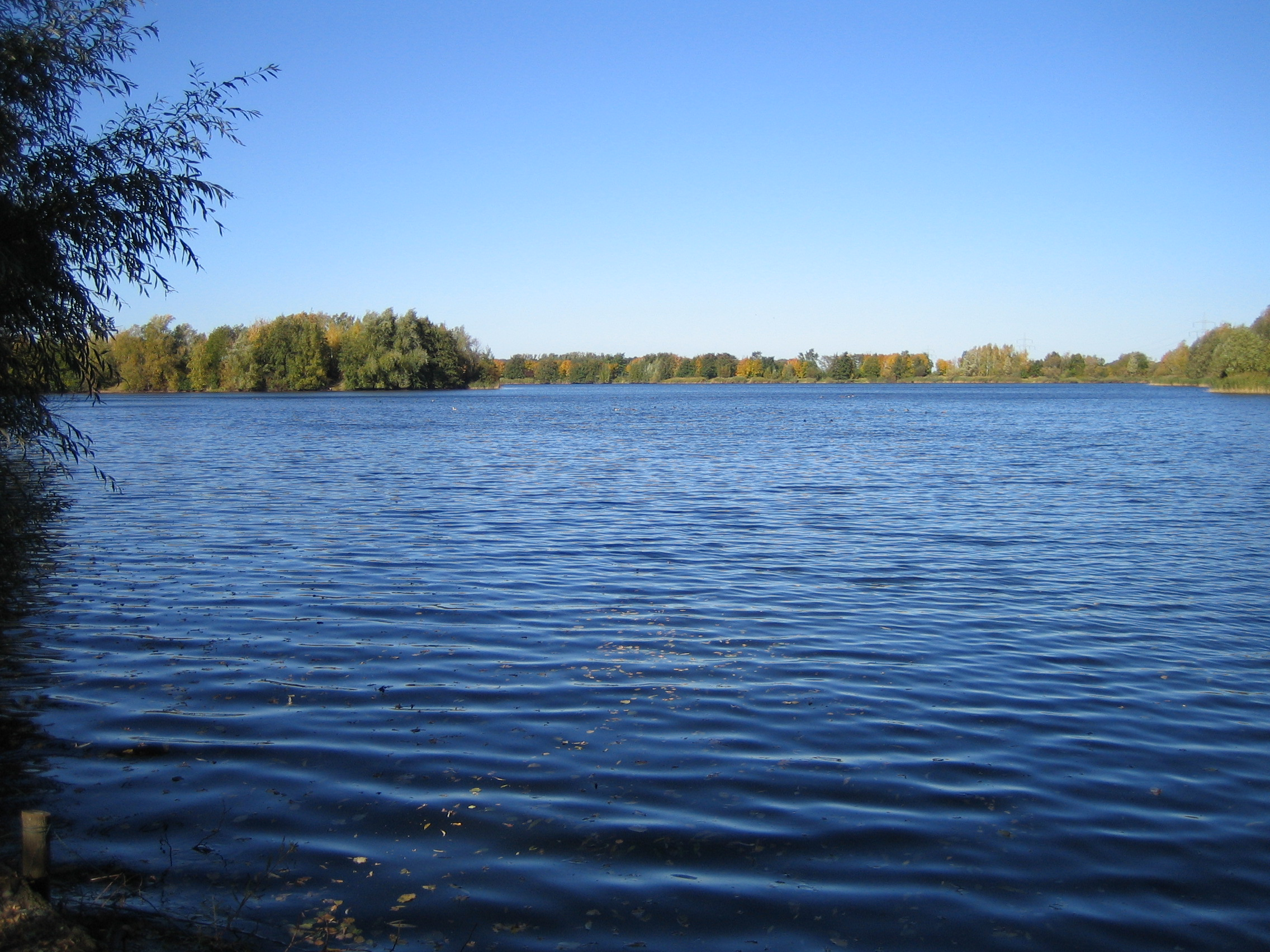

52°14′45″N 10°24′00″E / 52.245776°N 10.399933°E
哈瑟爾坎普湖（德語：Hasselkampsee），是德國的湖泊，位於該國西北部，由下薩克森州負責管轄，處於費謝爾德，長0.7公里、寬0.5公里，面積0.26平方公里，海拔高度74米，最大水深15米，湖岸線長度1.8公里。